# Quatro perguntas de Tinbergen
As quatro perguntas de Tinbergen, nomeado em homenagem a Nikolaas Tinbergen, são categorias complementares de explicações para um traço fenotípico. Elas também são comumente chamadas de níveis de análise. Essa perspectiva sugere que uma compreensão completa do fenótipo deve incluir: explicações finais (evolutivas), em particular a (1) função adaptativa e (2) história filogenética do traço fenotípico de interesse; e as explicações imediatas, em particular os (3) mecanismos fisiológicos subjacentes e (4) história ontogenética/de desenvolvimento.

## Quatro categorias de perguntas e explicações
Quando questionados sobre a finalidade da visão em humanos e animais, é evidente que os animais têm visão para ajudá-los a encontrar comida e evitar o perigo (função/adaptação). Biólogos têm três explicações adicionais: a visão é causada por uma série particular de etapas evolutivas (filogenia), a visão é possibilitada pela mecânica do olho (mecanismo/causalidade) e ela advém  do processo de desenvolvimento de um indivíduo ( ontogenia).
Este esquema constitui uma estrutura básica dos campos comportamentais sobrepostos da etologia, ecologia comportamental, psicologia comparada, sociobiologia, psicologia evolucionista e antropologia. Na verdade, foi Julian Huxley quem identificou as três primeiras perguntas, Niko Tinbergen deu apenas a quarta pergunta, mas as perguntas de Julian Huxley não conseguiram distinguir entre o valor de sobrevivência e a história evolutiva, então a quarta pergunta de Tinbergen ajudou a resolver esse problema.

### Tabela de categorias
|                                                                               |                                                                                                   | Perspectiva diacrônica versus sincrônica | |
| Visão dinâmica Explicação da forma atual em termos de uma sequência histórica | Visão estática Explicação da forma atual das espécies                                             | | |
| Perguntas como e por que                                                      | Visão próxima Como funcionam as estruturas de um organismo individual                             | Ontogenia (desenvolvimento) Explicação de como o traço fenotípico se desenvolve em um indivíduo, desde o desenvolvimento embrionário até a fase adulta | Mecanismo (causalidade) Explicações mecanísticas de como as estruturas de um organismo funcionam                           |
| Perguntas como e por que                                                      | Visão final (evolucionária) Por que uma espécie desenvolveu as estruturas (adaptações) que possui | Filogenia (evolução) A história da evolução das mudanças sequenciais em uma espécie ao longo de muitas gerações                                        | Função (adaptação) Uma característica da espécie que resolve um problema reprodutivo ou de sobrevivência no ambiente atual |

### Explicações evolutivas (finais)
A teoria da evolução por seleção natural de Darwin é a única explicação científica para a existência de adaptações biológicas. No entanto, alegar que um determinado mecanismo é bem adequado para o ambiente atual é diferente de afirmar que esse mecanismo foi selecionado no passado devido à sua história de ser adaptativo. A literatura conceitua a relação entre função e evolução de duas maneiras. Por um lado, função e evolução são frequentemente apresentadas como explicações de comportamento separadas e distintas.
Por outro lado, a definição comum de adaptação, conceito central na evolução, é um traço geneticamente transmitido que se tornou mais comum na população devido a contribuir para as chances de sobrevivência e reprodução; isto é, função e evolução são inseparáveis. No entanto, um traço pode ter uma função atual que é adaptativa sem ser uma adaptação nesse sentido, se, por exemplo, o ambiente mudou. Imagine um ambiente no qual ter um corpo pequeno repentinamente confere benefícios a um organismo, quando antes o tamanho do corpo não tinha efeito sobre a sobrevivência.
A função de um pequeno corpo no ambiente seria então adaptativa, mas não se tornaria uma adaptação até que passassem gerações suficientes nas quais pequenos corpos fossem vantajosos para a reprodução para que pequenos corpos fossem selecionados. Diante disso, é melhor entender que os traços funcionais atuais podem nem todos ter sido produzidos pela seleção natural. O termo "função" é preferível a "adaptação", porque adaptação é freqüentemente interpretada como implicando que foi selecionada devido a uma função passada.
Corresponde à causa final de Aristóteles.

#### 2 Filogenia (evolução)
A evolução captura tanto a história de um organismo por meio de sua filogenia, quanto a história da seleção natural trabalhando em funções para produzir adaptações. Existem várias razões pelas quais a seleção natural pode falhar em atingir um projeto ideal (Mayr 2001: 140-143; Buss et al. 1998). Um envolve processos aleatórios, como mutação e eventos ambientais que atuam em pequenas populações. Outra envolve as restrições resultantes do desenvolvimento evolutivo inicial. Cada organismo abriga características, tanto anatômicas quanto comportamentais, de estágios filogenéticos anteriores, uma vez que muitas características são retidas à medida que as espécies evoluem.
A reconstrução da filogenia de uma espécie freqüentemente torna possível entender a "singularidade" de características recentes: estágios filogenéticos anteriores e (pré-) condições que persistem freqüentemente também determinam a forma de características mais recentes. Por exemplo, o olho dos vertebrados (incluindo o olho humano) tem um ponto cego, enquanto os olhos do polvo não. Nessas duas linhagens, o olho foi originalmente construído de uma forma ou de outra. Depois que o olho dos vertebrados foi construído, não havia formas intermediárias que fossem adaptativas e teriam permitido sua evolução sem um ponto cego.
Corresponde à causa formal de Aristóteles.

### Explicações aproximadas

#### 3 Mecanismo (causalidade)
Algumas classes proeminentes de mecanismos causais próximos incluem:
- O cérebro: por exemplo, a área de Broca, uma pequena seção do cérebro humano, tem um papel crítico na capacidade linguística .
- Hormônios: produtos químicos usados para se comunicar entre as células de um organismo individual. A testosterona, por exemplo, estimula o comportamento agressivo em várias espécies.
- Feromônios: produtos químicos usados para se comunicar entre membros da mesma espécie. Algumas espécies (por exemplo, cães e algumas mariposas) usam feromônios para atrair parceiros.

Ao examinar organismos vivos, os biólogos são confrontados com diversos níveis de complexidade (por exemplo, química, fisiológica, psicológica, social). Eles, portanto, investigam as relações causais e funcionais dentro e entre esses níveis. Um bioquímico pode examinar, por exemplo, a influência das condições sociais e ecológicas na liberação de certos neurotransmissores e hormônios, e os efeitos de tais liberações no comportamento, por exemplo, o estresse durante o nascimento tem um efeito tocolítico (supressor da contração).
No entanto, a consciência dos neurotransmissores e da estrutura dos neurônios não é, por si só, suficiente para compreender níveis mais elevados de estrutura ou comportamento neuroanatômico: todos os níveis devem ser considerados igualmente importantes.
Corresponde à causa eficiente de Aristóteles.

#### 4 Ontogenia
Ontogenia é o processo de desenvolvimento de um organismo individual desde o zigoto, passando pelo embrião, até a forma adulta.
Na segunda metade do século XX, os cientistas sociais debateram se o comportamento humano era produto da natureza (genes) ou criação (ambiente no período de desenvolvimento, incluindo a cultura).
Um exemplo de interação (diferente da soma dos componentes) envolve familiaridade desde a infância. Em várias espécies, os indivíduos preferem se associar com indivíduos familiares, mas preferem acasalar com indivíduos desconhecidos (Alcock 2001: 85-89, tabu do Incesto, Incesto). Por inferência, os genes que afetam a convivência interagem com o ambiente de maneira diferente dos genes que afetam o comportamento de acasalamento. Um exemplo simples de interação envolve plantas: algumas plantas crescem em direção à luz (fototropismo) e outras longe da gravidade (gravitropismo).
Muitas formas de aprendizagem desenvolvimental têm um período crítico, por exemplo, para impressão entre gansos e aquisição de linguagem entre humanos. Nesses casos, os genes determinam o momento do impacto ambiental.
Um conceito relacionado é denominado "aprendizagem tendenciosa" (Alcock 2001: 101-103) e "aprendizagem preparada" (Wilson, 1998: 86-87). Por exemplo, depois de comer alimentos que subsequentemente os deixaram doentes, os ratos são predispostos a associar esse alimento com cheiro, não som (Alcock 2001: 101-103). Muitas espécies de primatas aprendem a temer cobras com pouca experiência (Wilson, 1998: 86-87).
Veja biologia do desenvolvimento e psicologia do desenvolvimento.

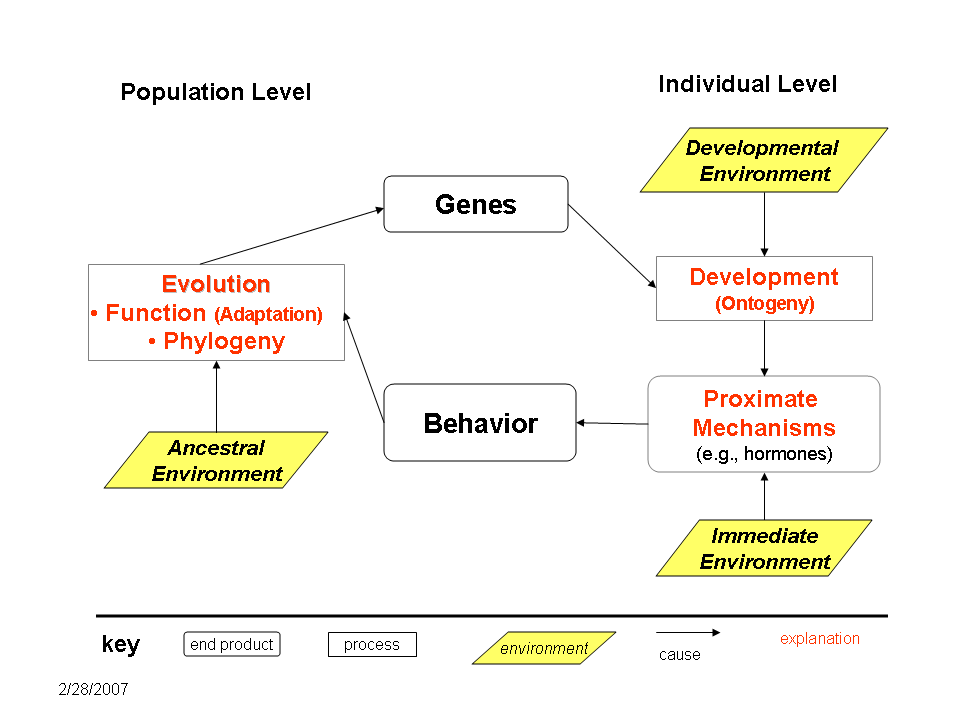
Explicações do comportamento animal: relações causais; Adotado de Tinbergen (1963).

Corresponde à causa material de Aristóteles.

## Relações causais
A figura mostra as relações causais entre as categorias de explicações. O lado esquerdo representa as explicações evolutivas no nível da espécie; o lado direito representa as explicações imediatas no nível individual. No meio estão os produtos finais desses processos - genes (ou seja, genoma) e comportamento, os quais podem ser analisados em ambos os níveis.
A evolução, que é determinada tanto pela função quanto pela filogenia, resulta nos genes de uma população. Os genes de um indivíduo interagem com seu ambiente de desenvolvimento, resultando em mecanismos, como o sistema nervoso. Um mecanismo (que também é um produto final por si só) interage com o ambiente imediato do indivíduo, resultando em seu comportamento. Os indivíduos que obtiverem maior sucesso reprodutivo deixarão mais descendentes vivos, desse modo propagando os genes responsáveis pelo mecanismo focal.
Em suma, existem dois processos - um no nível da população e outro no nível individual - que são influenciados pelos ambientes em três períodos de tempo.

## Exemplos

### Visão
Quatro maneiras de explicar a percepção visual:
- Função: Encontrar comida e evitar perigo.
- Filogenia: O olho dos vertebrados inicialmente se desenvolveu com um ponto cego, mas a falta de formas intermediárias adaptativas evitou a perda do ponto cego.
- Causalidade: a lente do olho focaliza a luz na retina.
- Desenvolvimento: os neurônios precisam da estimulação da luz para conectar o olho ao cérebro (Moore, 2001: 98–99).

## Uso do esquema de quatro perguntas como "tabela periódica"
Konrad Lorenz, Julian Huxley e Niko Tinbergen estavam familiarizados com ambas as categorias conceituais (isto é, as questões centrais da pesquisa biológica: 1. - 4. e os níveis de investigação: a. - g.), A tabulação foi feita por Gerhard Medicus. O esquema tabulado é usado como o dispositivo central de organização em muitos livros didáticos de comportamento animal, etologia, ecologia comportamental e psicologia evolutiva (por exemplo, Alcock, 2001). Uma vantagem desse sistema organizacional, o que pode ser chamado de "tabela periódica das ciências da vida", é que ele destaca lacunas no conhecimento, análogo ao papel desempenhado pela tabela periódica dos elementos nos primeiros anos da química.
|                | 1 Mecanismo | 2 Ontogenia | 3 - Função | 4 - Filogenia |
| a . Molécula   |             |             |            |               |
| b . Célula     |             |             |            |               |
| c . Órgão      |             |             |            |               |
| d . Individual |             |             |            |               |
| e . Família    |             |             |            |               |
| f . Grupo      |             |             |            |               |
| g . Sociedade  |             |             |            |               |

Esta estrutura "biopsicossocial" esclarece e classifica as associações entre os vários níveis das ciências naturais e sociais, e ajuda a integrar as ciências sociais e naturais em uma "árvore do conhecimento" (ver também "Leis sobre os Níveis" de Nicolai Hartmann de complexidade). Especialmente para as ciências sociais, este modelo ajuda a fornecer um modelo integrador e fundamental para a colaboração interdisciplinar, ensino e pesquisa (ver As Quatro Questões Centrais da Pesquisa Biológica Usando Etologia como Exemplo - PDF ).